# Le Don du roi (film)
Pour les articles homonymes, voir Don et Le Don du roi.
Pour plus de détails, voir Fiche technique et Distribution.
Le Don du roi (Restoration) est un drame biographique américain réalisé par Michael Hoffman, sorti en 1995 aux États-Unis, d'après Le Don du roi, roman de Rose Tremain. Le film a par ailleurs remporté deux Oscars et a fait partie de la sélection officielle de la Berlinale. Il met en scène un médecin, Merivel, interprété par Robert Downey Jr., qui est engagé à la cour du roi. Là-bas, il est contraint d'épouser la maîtresse du roi pour ne pas éveiller les soupçons de la reine. Mais ceci va lui causer bien du mal.
Tourné en Angleterre, dans le  Dorset ou encore à Londres, Le Don du roi est la sixième réalisation de Michael Hoffman, après, entre autres, Promised Land (1988), Some Girls (1988) ou encore La télé lave plus propre (1991). Outre ses précédents films, le réalisateur franchit une nouvelle étape avec la Berlinale. Néanmoins, Le Don du roi a reçu un accueil limité de la part du public comme de la critique.

## Synopsis
En Angleterre, en 1660, vient la fin de la dictature de Cromwell et le retour de la famille royale britannique, plus particulièrement celui du roi Charles II d'Angleterre.
Invité à la cour du roi, un jeune et obscur étudiant en médecine quitte ses études pour accepter le poste de médecin royal. Merivel rejoint donc la Cour pour y vivre quelque temps. Il bénéficie ainsi du haut niveau de vie que cela sous-entend pour un homme de sa position. Alors que le temps passe, sur requête du roi, Merivel se voit dans l'obligation de se marier à la maîtresse du roi, pour détourner les doutes de la Reine. Le Roi lui donne un seul ordre : ne tomber amoureux de cette dame sous aucun prétexte. Cependant, la situation empire lorsque Merivel tombe finalement amoureux d'elle. Encouragé par le peintre du roi, Merivel ne peut contenir son désir pour Celia. Cette dernière refuse ses avances et en rend compte au roi qui le relève ainsi de son titre et de ses richesses.
Obligé de fuir, Merivel redevient simple médecin. Il se met à voyager et retrouve ainsi son plus vieil ami. Ce dernier lui fait redécouvrir l'amour pour la médecine, et ce que cela signifie vraiment pour un médecin,.

## Fiche technique
- Titre : Le Don du roi
- Titre québécois : Restauration
- Titre original : Restoration
- Réalisation : Michael Hoffman
- Scénario : Rupert Walters, d'après le roman de Rose Tremain
- Production : Sarah Black, Cary Brokaw, Donna Gigliotti, Kip Hagopian, Susan Merzbach, Andy Paterson, Garth Thomas, Bob Weinstein et Harvey Weinstein
- Société de production : Miramax Films, Avenue Pictures Productions et The Oxford Film Company
- Société de distribution : Miramax Films
- Budget : 18 000 000 dollars américains
- Musique : James Newton Howard
- Photographie : Oliver Stapleton
- Montage : Garth Craven
- Direction artistique : Jonathan Lee et Lucy Richardson
- Décors : Eugenio Zanetti
- Costumes : James Acheson
- Pays de production : États-Unis
- Langue originale : Anglais
- Format : Couleurs - 1,85:1 - Dolby Digital - 35 mm[3]
- Genre : Drame biographique
- Durée : 117 minutes
- Dates de sortie[4] :
  - États-Unis : 29 décembre 1995
  - Canada : 2 février 1996
  - France : 11 juin 1997
- Lieux de tournage : Wales, Dorset et Londres[5]

## Distribution
- Robert Downey Jr. (VF : Jean-Philippe Puymartin ; VQ : Daniel Lesourd) : Robert Merivel
- Sam Neill (VF : Jacques Frantz ; VQ : Vincent Davy) : le roi Charles II
- David Thewlis (VF : Bernard Alane ; VQ : Benoît Rousseau) : John Pearce
- Polly Walker (VF : Emmanuèle Bondeville ; VQ : Geneviève de Rocray) : Celia Clemence
- Meg Ryan (VF : Martine Irzenski ; VQ : Markita Boies) : Katharine
- Ian McKellen (VF : Philippe Catoire ; VQ : Claude Préfontaine) : Will Gates
- Hugh Grant (VF : Emmanuel Curtil ; VQ : Jacques Lavallée) : Elias Finn
- Ian McDiarmid : Ambrose
- Mark Letheren : Daniel
- Sandy McDade : Hannah
- Rosalind Bennett : Eleanor
- David Gant (en) : Chiffinch
- Benjamin Whitrow : Le père de Merivel

Source et légende : Version française (VF) sur RS-Doublage et Forum Doublage Francophone , Version québécoise (VQ) sur Doublage Québec

## Autour du film

### Erreurs
Le Don du roi contient plusieurs anachronismes. Historiquement, le film se déroule à partir de 1663, après le retour sur le trône du roi Charles II d'Angleterre.
La première concerne le rapport d'un joueur de bonneteau qui dit être « even Steven » que l'on peut traduire être « comme Steven ». Néanmoins, la phrase date du XIXe siècle. On rencontre une seconde erreur lorsque le roi dit : (« … and these are your playmates (« voici vos amis »). En arrière-plan, plusieurs dames naviguent sur les jardins d'eau du Palais de Blenheim. Mais, ce palais a été construit durant le XVIIIe siècle, et les jardins en 1925. Une troisième erreur concerne les maquettes que montre le roi à Robert Merivel, qui dessinent le plan d'un nouveau Londres, après que la peste a commencé ; mais on y voit la Cathédrale Saint-Paul de Londres, qui a été conçue et construite après le grand incendie de 1666.

### Réception publique
Le film réalise un très bon début : lors de sa semaine d'ouverture aux États-Unis, il amasse une recette de 75 514 $, alors qu'il est projeté dans cinq salles. Finalement, en quatre semaines, dans 457 salles, le film finira son exploitation avec 4 005 941 $. De plus, en Italie, au 18 mai 1997, également en fin d'exploitation, le film avait rapporté 144 050 000 ITL. Le film est par ailleurs classé 156e film de l'année 1995. Malgré son succès en Italie, le succès public est assez limité pour un film produit avec 18 000 000 $.
Le Don du roi est le sixième film en tant que réalisateur de Michael Hoffman. Il avait auparavant tourné plusieurs films, dont Promised Land en 1988, Some Girls en 1988 ou encore La télé lave plus propre en 1991. Si ses précédents films avaient également eu un succès limité, Le Don du Roi bénéficie d'une sélection au Berlinale et d'un vif succès aux Oscars.

### Réception critique
Voici la critique de Roger Ebert écrite pour le Chicago Sun-Times : « le film a plusieurs vertus, mais pour moi le plus enchantant est simplement la soif avec laquelle il dépeint une ère si complexe de l'histoire. […] Ensuite, il y a l'histoire en elle-même : quelquefois aussi exubérante que Tom Jones, quelquefois aussi morbide que sévère. »
Voici, ensuite, la critique parue dans Variety : « le directeur artistique Eugenio Zanetti, le costumier James Acheson, le directeur de la photographie Olivier Stapleton et leurs techniciens méritent tous l'admiration pour leur contribution à la reconstitution d'un environnement extraordinaire et détaillé. »
Et enfin, voici la critique parue dans le San Francisco Chronicle : « Au début, Le Don du roi, malgré un effort vaillant, se heurte aux difficultés de l'adaptation du roman de 1989 de Rose Tremain du même titre. Puis, soudainement, le film devient sombre, avec une atmosphère épique. »

### Bande originale
Albums de James Newton Howard
Intersection Waterworld
Composée par James Newton Howard, produite par Michael Mason et Shawn Murphy, et d'une durée de 61,35 minutes, la bande originale du film Le Don du roi (ASIN B0000015JG) a été distribuée par le label Milan Records le 16 janvier 1996. Le thème principal a été librement inspiré par Sarabande de Georg Friedrich Haendel (1705). Nous y entendons aussi des extraits arrangés de l'opéra King Arthur d'Henry Purcell, ainsi que quelques variations de La Folia (très proche de la Sarabande de Haendel), un thème très célèbre à l'époque où se situe le film.
Voici les différentes pistes de l'album.
| 1. If Love's A Sweet Passion 2. Main Titles 3. Frost Dance In C 4. A Night With Lulu 5. Minuet In G 6. Here The Deities Approve 7. A Creature Of The New Age 8. Overture In D 9. The Wedding 10. Hornpipe In D Minor 11. Arrival In Bidnold 12. The Cabinet Of Curiosities 13. The Land Of Mar 14. The Lie 15. A New Ground In E Minor 16. Merivel Woos Celia | 1. Katherine Sleeps 2. Taking Bidnold Back 3. Muzette 1 In A Minor 4. The Right Knowledge 5. The Plague 6. Katherine's Death 7. Night Sweats 8. Hospital 9. Doctor Merivel 10. Listening To Celia's Heart 11. The Fire 12. Allegro From Sinfonia 13. Your Child I Believe 14. Newcastle (Traditional) 15. 2nd Overture In D |

## Distinctions

### Récompenses
- 1996 : Oscar de la meilleure direction artistique[18]
- 1996 : Oscar de la meilleure création de costumes[18]

### Nominations
- 1996 : Nommé au British Academy Film Award des meilleurs costumes[19]
- 1996 : Sélectionné au Berlinale, en compétition pour l'Ours d'or du meilleur film[20]